# Костин, Михаил Игоревич (писатель)
Миха́ил И́горевич Ко́стин (род. 4 декабря 1973 года в Москве) — российский писатель-фантаст. Создатель романов и книжных циклов в жанрах фэнтези, социально-философской и космической фантастики. Лауреат премии «Серебряная стрела».

## Биография
Родился в Москве. Учился в школе при советском посольстве в Париже, Московском горном институте. Проходил обучение в США — в университете города Талса (штат Оклахома) и юридической школе университета Дрейка в городе Де-Мойн (штат Айова). Получил юридическое образование. Первое фантастическое произведение начал писать и опубликовал в США на английском языке. После обучения вернулся в Россию. Проживает в основном в Москве и Кампионе-д’Италия, занят в сфере недвижимости, но при этом продолжает писать.

## Творчество
«Ethoria’s Chronicles: Shadows of the Past» («Хроники Этории. Тени прошлого») — первая книга автора. Она была опубликована в октябре 2003 года в США на английском языке издательством Icls Intl Inc. Российский дебют произведения состоялся в 2007 году. Издательство «Радуга» выпустило роман, изменив оригинальное название «Тени прошлого» на «Охота на избранного».
«Волшебная реликвия», написанная в соавторстве с российским писателем и ученым Александром Кацурой, стала первым творением Михаила Костина, выпущенным в России. В 2006 году издательство АСТ разместило роман в серии «Иная Фантастика».
В 2008 году после переиздания первой части цикла «Хроники Этории», вышла вторая книга — «Ложные истины». Костин изначально планировал создать трилогию, оставив незавершенным сюжет второй части, но, познакомившись с писателем-фантастом Алексеем Гравицким, увлекся совместной работой над новым романом «Земля — Паладос — Земля» и проектом «Живое и мёртвое».
В 2009 году издательство «Радуга» опубликовало фантастическое произведение «Земля — Паладос — Земля». Этот роман для обоих писателей стал первым творением в жанре космической фантастики.Также в результате совместной работы был написан цикл из трех книг: «Живое и мёртвое», «Ученик мага», «Третья сила».
Изначально первые два тома были выпущены издательским домом «Факультет». В 2010 году «Факультет» совместно с Nightstreet организовал по Москве городскую игру по книге «Живое и мёртвое» — «Путь живого», которая проводилась в течение целого месяца. Гравицкий отметил, что мероприятие прошло весьма успешно, он сам принял в нём участие, после прохождения пары уровней ощутил, что беготня по городу с решением логических задач лично для него слишком сложна.
В 2012 году издательский дом «Снежный Ком М» перевыпустил первые две части цикла «Живое и мёртвое» и опубликовал продолжение «Третья сила».
В 2013 году Костин совместно с Гравицким стал лауреатом премии «Серебряная стрела» в номинации «Со-творение (лучшее соавторство)».
В 2014 году в серии «Настоящая фантастика» «Снежный Ком М» переиздал роман «Земля — Паладос», немного сократив название.
Как отмечается на портале ЛитМир, «книги писателя отличаются гармоничным сочетанием тонкой интеллектуальности и экшена, глубоких общечеловеческих проблем и нестандартных путей их решения, фантастичности персонажей и реалистичности их характеров».
В рамках проекта «Книма» главного редактора издательства «Снежный Ком» Эрика Брегиса в 2014 году были переизданы «Тени прошлого» и «Ложные истины» — две первые части цикла «Хроники Этории».
Весной 2015 года был опубликован третий романа «Время умирать». Осенью того же года вышла четвёртая часть — «Опаленные войной». Заключительная часть «Полотно судьбы» была издана в октябре 2016 года.

В цикле было запланировано пять томов основного повествования и один, действие в котором происходит некоторое время спустя.

## Произведения

### Циклы произведений
- Хроники Этории
  - Тени прошлого (2007/2014)
  - Ложные истины (2008/2014)
  - Время умирать (2015)
  - Опаленные войной (2015)
  - Полотно судьбы (2016)
  - Сфера преображения (2017)
- Живое и мёртвое
  - Живое и мёртвое (2010/2012, соавтор Алексей Гравицкий)
  - Ученик мага (2011/2012, соавтор Алексей Гравицкий)
  - Третья сила (2012, соавтор Алексей Гравицкий)

### Романы
- Волшебная Реликвия (2006, соавтор Александр Кацура)
- Земля — Паладос — Земля (2009/2014, соавтор Алексей Гравицкий)
- Новый Олимп (2019, соавтор Алексей Гравицкий)

### Англоязычные издания
- Ethoria’s Chronicles: Shadows of the Past (2003)

### Запланированные
- Хроники Этории
  - Книга шестая

## Другие виды деятельности
С 2003 года ведет собственную рубрику «По московским ресторанам с Михаилом Костиным», выступая в роли ресторанного критика.
В 2015 году проект Михаила Костина «Moscow Restaurants» стал лауреатом конкурса «Рейтинг Рунета — 2015», заняв III место в номинации «Адаптивный сайт».

## Факты
- Идею мира, описанного в первой книге «Живое и мёртвое», Михаил Костин увидел во сне[3].
- Окончание романа «Земля — Паладос», могло быть другим, так как мнения авторов по этому поводу разошлись: один настаивал на трагическом конце, а другой хотел, чтобы герои спаслись. В итоге роман заканчивается хорошо, что дает почву для продолжения[13].
- По данным крупнейшей в мире библиографической базы данных WorldCat, пять отдельных работ автора в шести разных публикациях с учётом русского и английского языков располагаются, по меньшей мере, в 34 библиотечных фондах по всему миру[29].
- В журнале «Мир фантастики» цикл «Хроники Этории» охарактеризовали как наиболее яркое эпическое Young Adult-фэнтези последних лет и сравнили его с эпопеей Джорджа Мартина[30].

## Публикации
- Kostin Michael. Ethoria's Chronicles Book 1: The Shadows of the Past . — Icls Intl Inc, 2003. — ISBN 978-0972701242.
- Костин М., Кацура А. В. Волшебная реликвия. — АСТ, 2006. — 480 с. — 3000 экз. — ISBN 5-17-035469-X.
- Костин М. Охота на избранного. — Радуга, 2007. — 480 с. — (Хроники Этории). — 3000 экз. — ISBN 978-5-05-006521-6.
- Костин М. Ложные истины. — Радуга, 2008. — 256 с. — (Хроники Этории). — 3000 экз. — ISBN 978-5-05-006826-2.
- Костин М., Гравицкий А. А. Земля — Паладос — Земля. — Радуга, 2009. — 400 с. — 3000 экз. — ISBN 978-5-05-006985-6.
- Костин М., Гравицкий А. А. Живое и мёртвое. — М.: Факультет, 2010. — 416 с. — (Живое и мёртвое). — 5000 экз. — ISBN 978-5-904358-09-9.
- Костин М., Гравицкий А. А. Живое и мёртвое. Ученик мага. — М.: Факультет, 2011. — 400 с. — (Живое и мёртвое). — 5000 экз. — ISBN 978-5-904358-10-5.
- Костин М., Гравицкий А. А. Живое и мёртвое. — М.: Снежный Ком М, 2012. — 304 с. — (Живое и мёртвое). — 2000 экз. — ISBN 978-5-904919-46-7.
- Костин М., Гравицкий А. А. Живое и мёртвое. Ученик мага. — М.: Снежный Ком М, 2012. — 228 с. — (Живое и мёртвое). — 2000 экз. — ISBN 978-5-904919-47-4.
- Костин М., Гравицкий А. А. Живое и мёртвое. Третья сила. — М.: Снежный Ком М, 2012. — 272 с. — (Живое и мёртвое). — 2000 экз. — ISBN 978-5-904919-48-1.
- Костин М., Гравицкий А. А. Земля — Паладос. — М.: Снежный Ком М, 2014. — 384 с. — 2000 экз. — ISBN 978-5-904919-63-4.
- Костин М. Хроники Этории. Книга первая. Тени прошлого. — М.: Книма, 2014. — 368 с. — (Хроники Этории). — 2000 экз. — ISBN 978-5-600-00638-6.
- Костин М. Хроники Этории. Книга вторая. Ложные истины. — М.: Книма, 2014. — 336 с. — (Хроники Этории). — 2000 экз. — ISBN 978-5-9905887-0-7.
- Костин М. Хроники Этории. Книга третья. Время умирать. — М.: Книма, 2015. — 352 с. — (Хроники Этории). — 2000 экз. — ISBN 978-5-9905887-1-4.
- Костин М. Хроники Этории. Книга четвертая. Опаленные войной. — М.: Книма, 2015. — 304 с. — (Хроники Этории). — 2000 экз. — ISBN 978-5-9905887-3-8.
- Костин М. Хроники Этории. Книга пятая. Полотно судьбы. — М.: Книма, 2016. — 304 с. — (Хроники Этории). — 1000 экз. — ISBN 978-5-9908775-0-4.